# 水馬 (傳說生物)

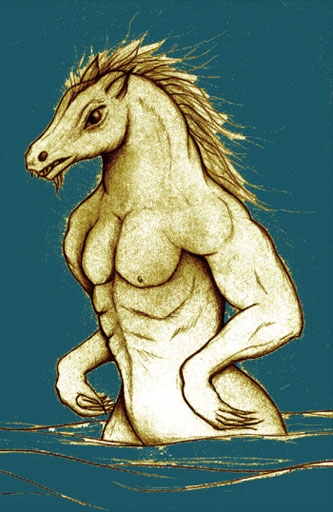
水馬插圖

水馬（蘇格蘭蓋爾語：each uisge，ax ˈɪʃkə）是凱爾特神話裡的一種水精靈，在愛爾蘭人將之取名為「Aughisky」。水馬常與凱爾派相提並論，許多當地人也將兩者視為同一種生物，雖然水馬遠比凱爾派危險。
當水馬將不注意的受害者帶到水中後，會將受害者的身體撕裂並吞食除了肝臟以外的整個身體。水馬在無水的內陸被騎乘時是相當無危險性的，但只要讓水馬看到水或聞到一絲水的味道都意味著騎乘者生命的盡頭。
水馬常以男子的型態誘惑女孩，此時唯一能辨認一個人是否為出水馬的方法，就只有觀察他的頭髮裡是否有水草了。